# Kris Goessens
Kris Goessens (Aalst, 1967 – 21 augustus 2013) was een Belgisch jazzpianist.
Goessens woonde sinds 1988 in Nederland, waar hij studeerde aan het Rotterdams Conservatorium. Later gaf hij les aan de conservatoria van Amsterdam en Rotterdam.
Hij werd vooral bekend om zijn werk met saxofonist Kurt Van Herck. Tussen tussen 1994 en 2011 maakte hij zes albums met Bob Brookmeyer. Hij speelde verder onder meer vaak met contrabassist Sal La Rocca en was lid van het Clazz Ensemble.
Hij trad onder meer op op Jazz Middelheim.